# Micromurexia habbema
Micromurexia habbema е вид бозайник от семейство Торбести мишки (Dasyuridae), единствен представител на род Micromurexia.

## Разпространение
Видът е разпространен в скалисти зони на Западна Папуа, Индонезия и Папуа Нова Гвинея.